# バッジ・ビム
- バジ・ビム
- バッジ・ビム
- ブジ・ビム

バッジ・ビム、バジ・ビムまたはブジ・ビム（Budj Bim）は、オーストラリア南東部、ビクトリア州にある同名の死火山およびその周辺のコンダ湖、ティレンダラ溶岩流やクルトニッジ湿地に関連する文化的景観である。
火山が作り出した地形においてオーストラリア先住民によるウナギのオーストラリアウナギの養殖といった巧みな水の利用などが評価された。これは数千年に及ぶ営みであり、世界で最も大規模かつ最古の永続的な水産養殖システムの1つである。

## 概要
バッジ・ビムは、ほぼ100平方キロメートルにわたりウナギ養殖の仕掛けや堰など複雑なシステムを用いていた歴史がある。この遺跡は一般的に知られるアボリジニの遊牧生活に関する遺跡とは異なり、グンディッジマラ族が6600年にわたり伝えられている養魚池群である。彼らはバッジ・ビム（別名エクルズ山 Mt. Eccles、現在は死火山）の玄武岩を利用し、養鰻のために水の流れを変える水路、堰、ダムなどの工事を行っており、石造りの円形住居を築き定住していたといわれている。
バッジ・ビムの周辺はバジ・ビム国立公園に指定されており、2019年にこれらの文化的景観の価値が認められることとなり、ユネスコ世界遺産に登録された。また、グンディッジマラ族の伝統的な養鰻知識は口承によっても証明されており、2007年にオーストラリア連邦裁判所により先住民の所有権が認められる。

## 登録基準
この世界遺産は世界遺産登録基準のうち、以下の条件を満たし、登録された（以下の基準は世界遺産センター公表の登録基準からの翻訳、引用である）。
- (3) 現存するまたは消滅した文化的伝統または文明の、唯一のまたは少なくとも稀な証拠。
- (5) ある文化（または複数の文化）を代表する伝統的集落、あるいは陸上ないし海上利用の際立った例。もしくは特に不可逆的な変化の中で存続が危ぶまれている人と環境の関わりあいの際立った例。

## 参考資料
- ABC記事（オーストラリア）